# Château des Galleries
Le château des Galleries est une demeure, du premier tiers du XVIe siècle, qui se dresse sur le territoire de l'ancienne commune française de Bricquebec, dans le département de la Manche, en région Normandie. L'édifice est partiellement inscrit au titre des monuments historiques.

## Localisation
Le château des Galleries est situé dans les limites de l'ancienne enceinte castrale du château féodal, plus précisément dans les jardins de ce dernier, en haut de la place Sainte-Anne, caché derrière des grands murs, à Bricquebec, au sein de la commune nouvelle de Bricquebec-en-Cotentin, dans le département français de la Manche.

## Historique
C'est Jacqueline d'Estouteville, héritière du château médiéval et épouse, en 1509 de son cousin germain Jean III d'Estouteville, qui, à partir de 1528, a initialisé la construction du château des Galleries et y résida. En 1535, lorsque François Ier vient dans le Cotentin, c'est probablement à Bricquebec qu'il s'arrête pour rendre visite à Jacqueline d'Estouteville.
Sa fille, Adrienne d'Estouteville qui avait épousé, en 1534, François de Bourbon, abandonne avec son époux l'antique forteresse au profit de cette nouvelle résidence, plus confortable où elle séjourne, notamment pour chasser. Quand elle quitte Paris, elle est toujours accompagnée d'une nombreuse suite d'une centaine de personnes comprenant : cuisiniers, écuyers, femmes de chambres, pages, etc. Dans son journal Gilles de Gouberville fait cas de fréquentes visites au château, apportant des chevreaux ou des chapons, ou pour diner avec Madame.
C'est probablement, Marie de Bourbon-Saint-Pol, la petite-fille de Jacqueline, qui fait construire sur la façade ouest, l'escalier en fer à cheval menant à un porche surmonté d'un toit à l'impériale.
Plus tard, Marie d'Orléans de Longueville (1625-1707) cèdera, pour 350 000 francs, les terres de Bricquebec, d'Orglandes et de Blosville, à son cousin le maréchal de Matignon, que la famille embellira au fil des ans. Une descendante du maréchal de Matignon, Anne-Louise de Matignon (1774-1846) y résidait encore en 1788, année où elle est mariée au duc de Montmorency (Anne Charles François de Montmorency).
Par la suite le château devint la résidence de la famille Le Marois qui l'habitait encore en 1998 et était la possession à cette date de M. Guy Le Marois. Cette famille est la descendante d'un frère du célèbre général de division du Premier Empire, Jean Le Marois (1776-1836), né à Bricquebec.

## Description
Le château Renaissance des Galleries, bâti entre 1530-1540, typique des demeures du XVIe siècle, se présente sous la forme d'un long rez-de-chaussée surélevé comprenant de nombreuses pièces en enfilade.
La façade qui donne à l'est est accessible par un perron rectangulaire central de quelques marches plates. Ses deux rangées de fenêtres s'inscrivent dans des arcs cintrés reposant sur des pilastres réguliers. Les chapiteaux des pilastres décorés à l'italienne sont analogues, bien qu'un peu moins larges, à ceux de la galerie en arrondi qui entoure le château de Chambord. Cette façade comporte à gauche une galerie de huit travées avec des colonnes fines et rondes avec des chapiteaux inspiré de la nature, partie la plus ancienne datant de la Renaissance, et vestige de la galerie d'origine ouverte aux quatre vents avec le toit soutenu par des colonnes. La partie droite de huit travées également, plus tardive, ou les pilastres carrés ont remplacé les colonnes et dont les chapiteaux arborent des têtes d'animaux ou de moines, et non plus des guirlandes de fleur.
L'autre façade s'ouvre sur un jardin à la française. On rejoint le vestibule central par un escalier en fer à cheval à double révolution, précédant une petite loggia soutenue par quatre colonnes à chapiteaux corinthiens et coiffée d'un toit à l'impérial, qui agrémente cette construction entourée d'un beau parc, et qui n'est pas sans rappeler celles des châteaux de La Cour à Flottemanville et des Montgommery à Ducey.

## Protection
Les façades et toitures, y compris l'escalier en fer à cheval et la loggia sont inscrits au titre des monuments historiques par arrêté du 22 février 1958.
Le château est également répertorié à l'Inventaire général du patrimoine culturel.

## Visite
Le château, propriété privée, est ouvert uniquement aux groupes sur rendez-vous.